# Överbefälhavare
Högste befälhavare eller överbefälhavare är den allra högsta ledaren/ledningen för en suverän statsbildnings militära styrkor, i regel brukar det vara landets statschef. 
I många länder används en särskild benämning eller titel för just denna del av ämbetet, exempelvis för USA:s president Commander in Chief, för Republiken Finlands president Överbefälhavare och för Frankrikes president Chef des Armées. 
Sveriges Konung var fram till 1975 i enlighet med 1809 års regeringsform §14 Högste befälhavare för rikets krigsmakt. Numera är det Regeringen som har motsvarande funktion, dock utan någon särskild benämning enligt ovan. I de allra flesta konstitutionella monarkier, undantaget Japan, Nederländerna och Sverige, är det statschefen allena som formellt sett har det högsta befälet, men i realiteten är det landets regeringschef som har det högsta befälet, exempelvis Storbritanniens premiärminister genom det kungliga prerogativet.
Det förekommer att försvarsministrar i praktiken fungerar som den "näst högste befälhavaren", exempelvis USA:s försvarsminister. I Tyskland är det försvarsministern (Bundesminister der Verteidigung) som är högste befälhavare för Bundeswehr i fredstid, men i händelse av att förbundsdagen deklarerar att ofred råder, tas den rollen över av förbundskanslern.

## Yrkesmilitär befattning
Den högsta yrkesmilitära befattningen betecknas generiskt i internationella sammanhang, exempelvis inom ramen för Europeiska unionen, Förenta nationerna och Nato som försvarschef (Chief of Defence). Den specifika titeln för den svenska förvaltningsmyndigheten Försvarsmaktens chef och främste yrkesofficer är dock överbefälhavaren. Termen överbefälhavare tenderar därför att användas inkonsekvent i svenskspråkiga medier och i dagligt tal.[källa behövs] Eftersom befälsstruktur och konstitutionell nomenklatur varierar mellan olika länder kan detta bli något missvisande.[källa behövs] Ordföranden i Europeiska unionens militärkommitté (EUMC) har ibland benämnts som EU:s överbefälhavare.[källa behövs] Natos SACEUR-befattning benämns ibland som Natos överbefälhavare.[källa behövs]

## Benämningar runt om i världen
- Ordförande i Centrala militärkommissionen (Folkrepubliken Kina).
- Överbefälhavaren (Sverige)